# Pont de Jiangyin
Le Pont de Jiangyin (chinois simplifié : 江阴悬索桥 ; chinois traditionnel : 江陰懸索橋 ; pinyin : Jiāngyīn Xuánsuǒ Qiáo ; litt. « Pont suspendu de Jiangyin ») est un pont qui enjambe la rivière Yangtze dans la province de Jiangsu en République populaire de Chine. Il relie les villes de Jiangyin et de Jingjiang. 
Avec une portée principale de 1 385 mètres, il est le douzième plus long pont suspendu dans le monde et le plus important en Chine au moment de son achèvement en 1999. Avec l'achèvement du pont Runyang en 2005 et le pont de Xihoumen en 2007, il est désormais le troisième plus grand pont en Chine.

## Trafic
Situé dans le centre de la province du Jiangsu, il absorbe le trafic de deux autoroutes nationales : l’autoroute reliant Tongjiang à Sanya, sur la côte est, et la voie rapide Pékin-Shanghai à l'ouest. 
Il y a trois voies de circulation dans chaque sens et des trottoirs pour piétons.

## Descriptif
L'emplacement du pont a été choisi parce que c'est un endroit où la rivière est étroite. La hauteur libre dégagée pour la navigation fluviale est de 50 mètres.
Les tours en béton présentent une hauteur de 190 mètres, soit à peu près l'équivalent en hauteur d’un bâtiment de 60 étages. La travée principale est faite de poutres en caissons en acier. Le tablier en acier a été érigé en mettant en place des ensembles pré-assemblés pesant jusqu'à 500 tonnes de prises. Les travées de rive sont des poutres en béton précontraint. 
Les travaux de construction du pont ont été planifiés de sorte qu'il soit achevé à temps pour marquer le 50e anniversaire de la révolution chinoise de 1947. Ce fut le premier pont à longue portée de ce type à être conçu en Chine.
Les travaux de fondation commencèrent en 1994. La conception, la fabrication et la construction du pont ont été réalisées en un peu moins de trois ans. L’ouvrage a été ouvert officiellement à la circulation le 28 septembre 1999.
Cet ouvrage a été conçu et réalisé par le Cleveland Bridge & Engineering Company du Royaume-Uni.

## Récompenses
Le département des Transports de la province de Jiangsu a reçu une récompense pour ce pont décernée par l'Engineers' Society of Western Pennsylvania lors de la Conférence internationale sur les ponts de 2002 en tant que « […] réalisation exceptionnelle dans l'ingénierie des ponts qui, à travers la vision et l'innovation, fournit une communauté pour la communauté à laquelle il a été conçu ».

## Sources et références
- (en) Cet article est partiellement ou en totalité issu de l’article de Wikipédia en anglais intitulé « Jiangyin Suspension Bridge » (voir la liste des auteurs).

1. ↑  « Taizhou, son nouveau moteur de développement tourne à plein régime », sur Chiunatoday.com (consulté le 2 janvier 2010).
2. ↑  (en) « International Bridge Conference®: Bridge Awards », sur engineers society of western Pennsylvania (consulté le 2 janvier 2010).